# Skala Alvarado
Skala Alvarado (ang. Alvarado score) – dziesięciopunktowa skala stosowana w diagnostyce zapalenia wyrostka robaczkowego, oparta na objawach klinicznych i liczbie leukocytów. W oryginalnej pracy Alvarado proponował interwencję chirurgiczną u wszystkich pacjentów z liczbą punktów 7 lub więcej i obserwację u pacjentów z 5 lub 6 punktami. Kolejne badania kliniczne nie dowiodły skuteczności samej skali Alvarado, ale wykazywano, że skala może być przydatna w klasyfikowaniu pacjentów do badań obrazowych. 